# Соколов, Борис Владимирович
Борис Владимирович Соколов (род. 18 января 1951) — российский учёный, работающий в сфере кибернетики и информатики, доктор технических наук, профессор, один из создателей теории проактивного управления сложными техническими объектами. Руководитель лаборатории информационных технологий в системном анализе и моделировании Санкт-Петербургского института информатики и автоматизации РАН.

## Биография
- 1978 - 1981 Адъюнкт очной адъюнктуры, ВИКИ им. А.Ф. Можайского;
- 1981 - 1984 Преподаватель кафедры,  ВИКИ им. А.Ф. Можайского;
- 1984 - 1988 Начальник научно-исследовательской лаборатории,  ВИКИ им. А.Ф. Можайского;
- 1988 - 1990 Старший преподаватель кафедры, ВИКИ им. А.Ф. Можайского;
- 1990 - 1992 Старший научный сотрудник-докторант, ВИКИ им. А.Ф. Можайского;
- 1992 - 1998 Начальник  кафедры, ВИКА им. А.Ф. Можайского;
- 1998 - 1999 Начальник информационно-аналитического управления, Комитет по управлению городским имуществом г. Санкт-Петербурга;
- 1999 - 2005 Ведущий научный сотрудник, Санкт-Петербургский институт информатики и автоматизации РАН;
- 2005 - 2017 Заместитель директора СПИИРАН по научной работ;
- с 2017 Руководитель лаборатории ИТСАМ и главный научный сотрудник СПИИРАН.

## Научный вклад
Начиная с 1978 года принимал непосредственное участие в выполнении 103 научно-исследовательских и опытно-конструкторских работ. Из них - 26 грантов РФФИ, 2 гранта РНФ, 8 международных проектов, 36 проектов в интересах МО СССР (впоследствии МО РФ). В 37 работах он являлся научным руководителем.
Автор 640 научных работ, из них 5 монографий и 20 изобретений.
Участвовал в создании и активно развивает:
- научные основы теории проактивного управления структурной динамикой сложных объектов;
- кибернетический подход к многокритериальному оцениванию, анализу и управлению качеством моделей и полимодельных комплексов, описывающих сложные объекты;
- научно-методологические, методические и технологические основы создания и использования распределенных систем поддержки принятия решений при управлении сложными объектами.

## Избранная библиография
- Соколов Б. В., Калинин В. Н. Динамическая модель и алгоритм оптимального планирования комплекса работ с запретами на прерывание // Автоматика и телемеханика. 1985. № 5. С. 106—114.
- Соколов. Б.В., Калинин В.Н. Динамическая модель процесса переналадки приборов активного подвижного объекта // Дифференциальные уравнения. 1987. Т.23. №9. С. 1626–1629
- Соколов. Б.В., Калинин В.Н. Оптимальное планирование процесса взаимодействия активных подвижных объектов // Дифференциальные уравнения. 1985. Т.21. №5. С. 752–757.
- Соколов Б.В., Юсупов Р.М. Концептуальные основы оценивания и анализа качества моделей и полимодельных комплексов // Теория и системы управления. 2004. №6. С.5–16
- Соколов. Б.В., Калинин В.Н. Многомодельный подход к описанию процессов управления космическими средствами // Теория и системы управления. 1995. №1. С.149–156.
- Соколов Б.В., Юсупов Р.М. Комплексное моделирование рисков при выработке управленческих решений в сложных организационно-технических системах // Проблемы информатики и управления. 2006. №1, №2. С39–59
- Охтилев М.Ю., Соколов Б.В., Юсупов Р.М. Интеллектуальные технологии мониторинга и управления структурной динамикой сложных технических объектов. М.: Наука, 2006. 410 с.
- Микони С.В., Соколов Б.В., Юсупов Р.М. Квалиметрия моделей и полимодельных комплексов.  М.: РАН, 2018. – 314 с.
- Юсупов Р.М., Соколов Б.В. Роль и место неокибернетики в современной структуре системы знаний. // Мехатроника, автоматизация, управление. № 6 (99), 2009
- Юсупов Р.М., Соколов Б.В., Охтилев М.Ю. Теоретические и технологические основы концепции проактивного мониторинга и управления сложными объектами. Известия Южного Федерального университета. Технические науки. №1(162), 2015. Стр.162-174.
- Ivanov D., Sokolov B. (2013) Control and system-theoretic identification of the supply chain dynamics domain for planning, analysis, and adaptation of performance under uncertainty, European Journal of Operational Research, 224(2), 313-323.
- Ivanov D., Sokolov B., Dolgui, A. (2013) The Ripple effect in supply chains: trade-off ‘efficiency-flexibility-resilience’ in disruption management, International Journal of Production Research, DOI: 10.1080/00207543.2013.858836.
- Ivanov D., Sokolov B. (2013) Dynamic coordinated scheduling in the supply chain under a process modernization, International Journal of Production Research. DOI:10.1080/00207543. 2012.737950
- Ivanov D., Sokolov B., Dolgui, A. (2013) Multi-stage supply chain scheduling in petrochemistry with non-preemptive operations and execution control, International Journal of Production Research, DOI:10.1080/00207543.2013.793429